# Патлаєвський Іннокентій Устинович
Патлаєвський Іннокентій Устинович (1839, м. Золотоноша — 10(22) серпня 1883, Одеса) — український правознавець, доктор права з 1871. З 1865 року працював на юридичному факультеті Новоросійського університету (Одеса). Основні праці: «Теорія грошового обігу Рікардо та його послідовників» (1871), «Курс фінансового права» (1885), «Про прибуткові податки» (1887).

Похований на Першому Християнському цвинтарі.